# Neustädter Elbufer

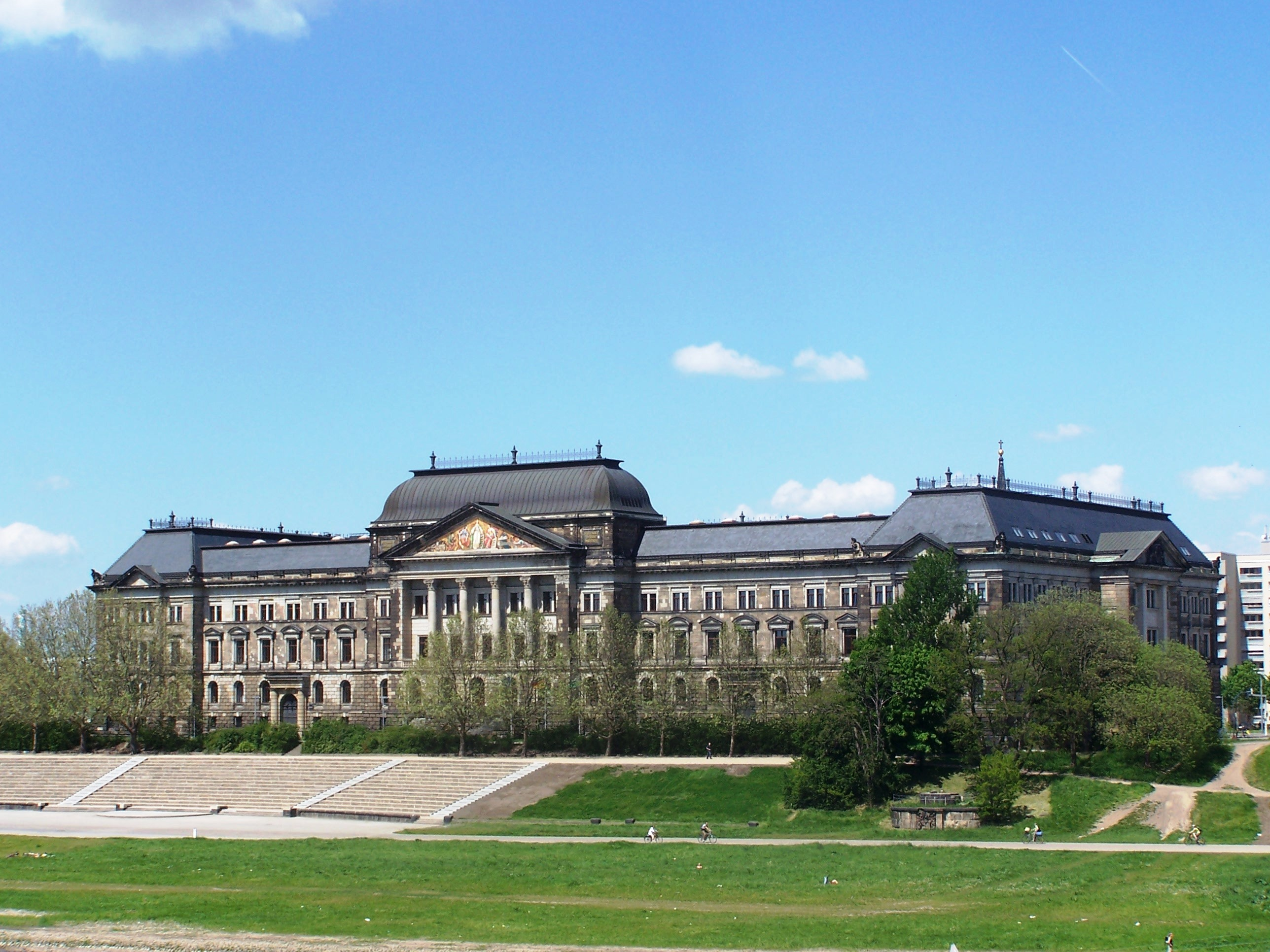
Elbufer mit Finanzministerium

Das Neustädter Elbufer ist die gestaltete Elbuferzone in Dresden zwischen Rosengarten und Marienbrücke. In diesem Bereich liegt das sogenannte Königsufer, der Straßenzug an der Elbseite zwischen Staatskanzlei und Finanzministerium. Die Bezeichnung Königsufer steht im weiteren Sinn oft auch für das gesamte Neustädter Elbufer. Ihm gegenüber befindet sich das Terrassenufer auf Altstädter Elbseite. Das Neustädter Elbufer liegt in der Inneren Neustadt, Teile davon im Regierungsviertel.
Der überregionale Elberadweg führt entlang des Neustädter Elbufers.

## Anlage

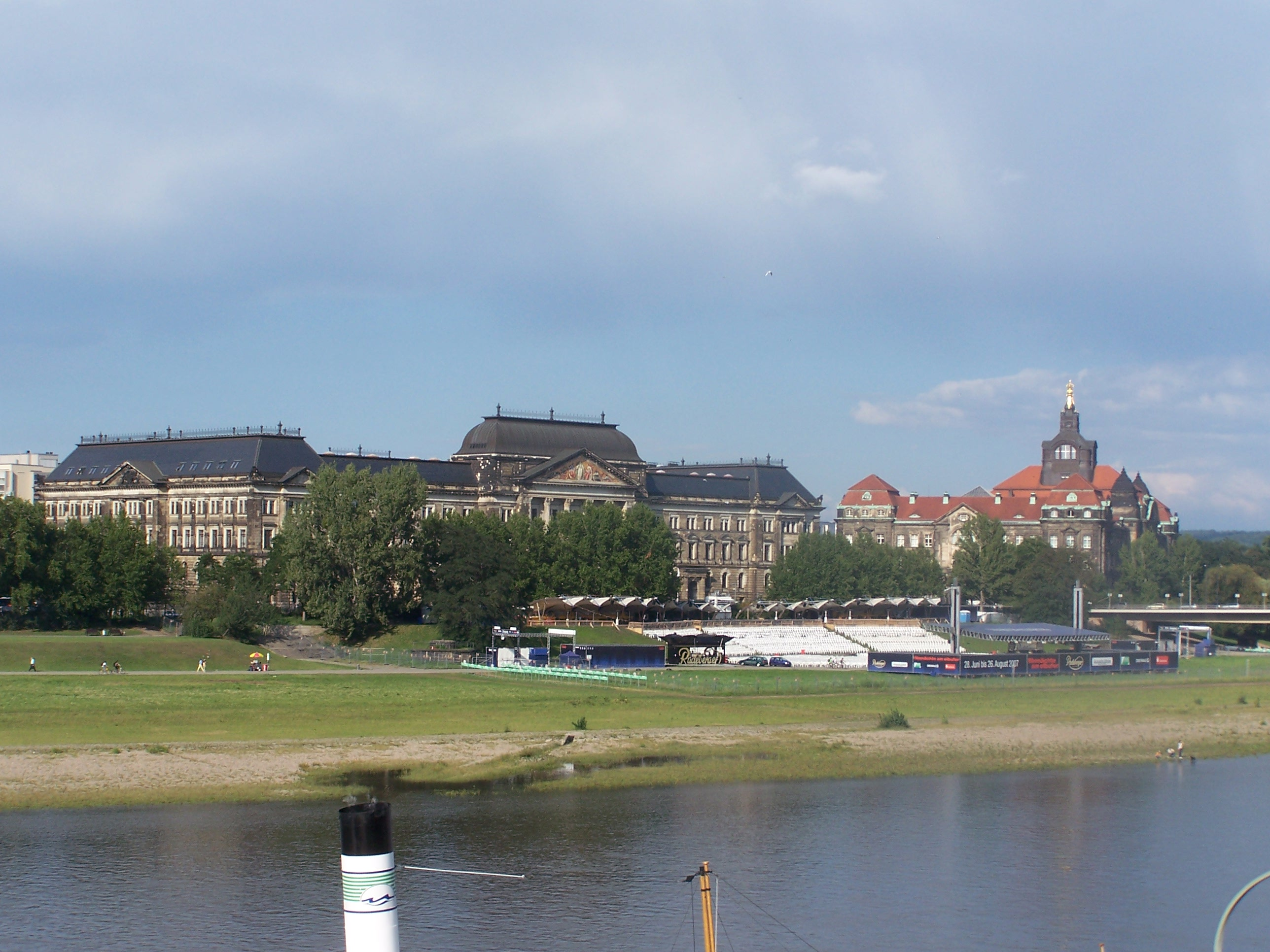
Blick auf die tagsüber leeren Zuschauerränge für die Filmnächte am Elbufer

Bis zum Beginn des 20. Jahrhunderts gab es keine einheitliche Gestaltung des Elbufers. Bereits in der zweiten Hälfte des 19. Jahrhunderts wurde der Ausbau mit Uferstraßen und Ufermauern diskutiert. Im Jahr 1910 fand ein Wettbewerb zur Gestaltung Neustädter Elbufers statt. Diesen hatte Hans Erlwein zwar nicht gewonnen, sein Gesamtplan mit einer Hochuferstraße und monumentalen Bauten erhielt aber den Zuschlag. Durch den Tod Erlweins bei einem Autounfall 1914 und dem Ersten Weltkrieg wurde der Plan nicht ausgeführt.
Zwei Jahrzehnte später, kurz nach dem Amtsantritt des NSDAP-Oberbürgermeisters Ernst Zörner, wurde 1933 die Umgestaltung des Neustädter Elbufers als umfassende Arbeitsbeschaffungsmaßnahme beschlossen und nach Plänen des Dresdner Stadtbaurates Paul Wolf und des Dresdner Stadtgartendirektors Heinrich Balke, jedoch ohne die Straße, umgesetzt. Das Altstädter Ufer hatte städtischen Charakter, wohingegen das nördliche Elbufer landschaftlich geprägt sein und fließend in die angrenzende freie Landschaft übergehen sollte. Die Grünanlagen oberhalb der Marienbrücke und die Sichtbeziehung zur Altstadt blieben erhalten. Entlang des Neustädter Elbufers wurden Gartenanlagen, Freitreppen, Pavillons und Plastiken geschaffen. In die Gestaltung wurden die bereits bestehenden Anlagen Palaisgarten und Gartenanlagen des Hotel Bellevue miteinbezogen. Zwischen Herbst 1933 und 1936 entstand auf etwa zwei Kilometern Länge am Ufer ein Grünzug einschließlich des Rosengartens mit 6000 Rosenstöcken. Die Eröffnung erfolgte am 5. Juni 1936 durch den damaligen Reichsinnenminister Wilhelm Frick. Unterhalb des Finanzministeriums ließen die Nationalsozialisten einen Platz für Aufmärsche und Kundgebungen anlegen. Das „Forum für nationale Kundgebungen“ verfügte über Sitzreihen, ein steinernes Rednerpult und war flankiert von wuchtigen Unterbauten für Fahnenmasten. Neben dem Kopf der Augustusbrücke war ein Ehrenmal für die Opfer des Ersten Weltkriegs und ein Mahnmal des „nationalen Aufbruchs“ geplant. Beide wurden nie gebaut.
Im Zweiten Weltkrieg wurden große Teile der Anlagen zerstört. Danach bauten die Dresdner dort Gemüse an, bevor das Areal ab den 1950er Jahren rekonstruiert wurde. Von 1947 bis 1991 trug das Königsufer den Namen Dr.-Rudolf-Friedrichs-Ufer; Friedrichs war 1971–1991 auch Namensgeber für die nach vier Jahren Bauzeit fertiggestellte zweite Carolabrücke. Seit 1991 finden jährlich die Filmnächte am Elbufer auf der Freifläche vor dem Finanzministerium statt. Am Elbufer haben sich Biergärten angesiedelt, so der „Augustusgarten“ an der Augustusbrücke und der „Elbsegler“ zwischen Blockhaus und Hotel Bellevue.
Für die Neugestaltung des Bereichs zwischen Finanzministerium und Hotel Bellevue findet 2018/19 ein Wettbewerb statt.

## Bauwerke

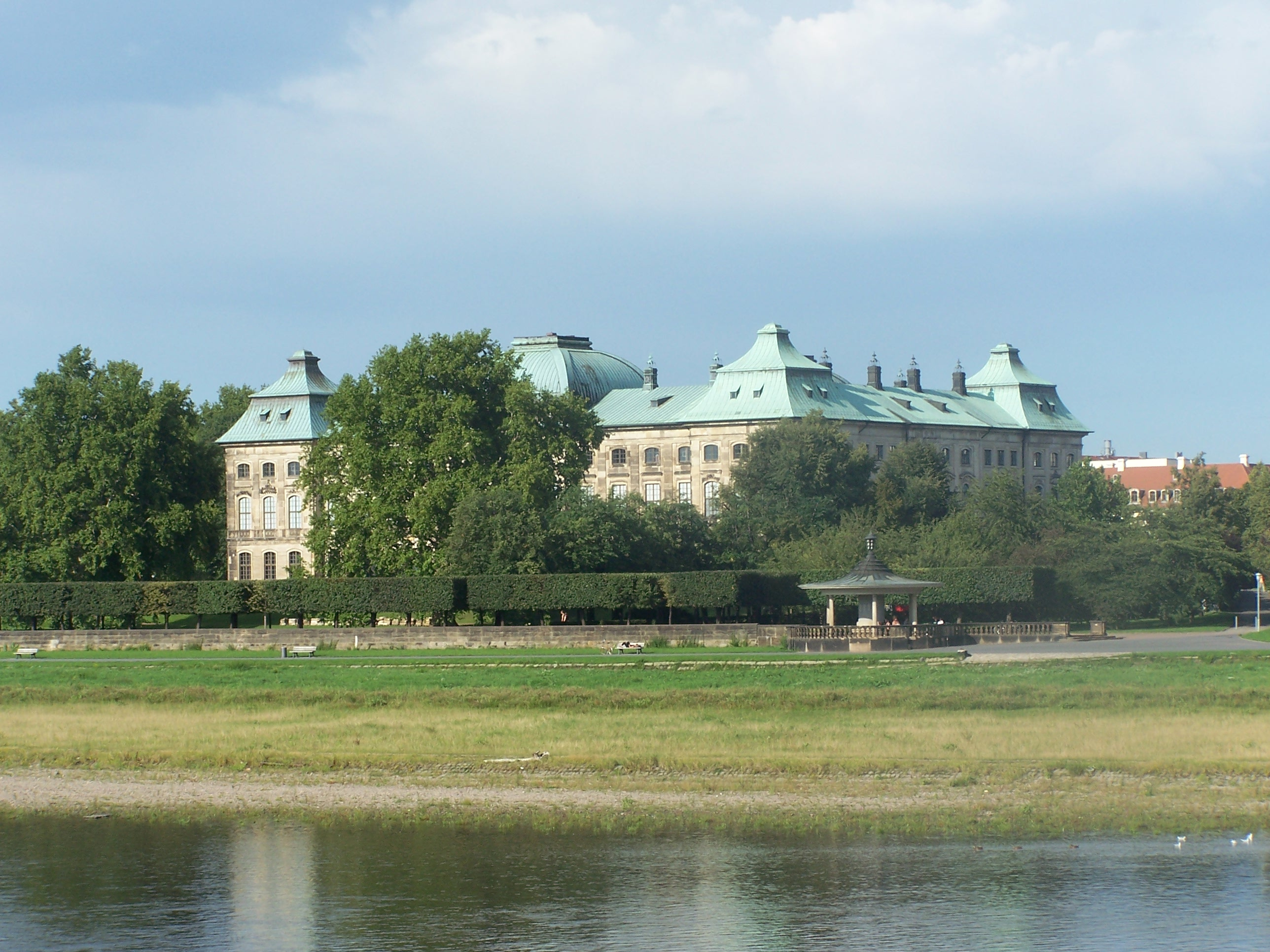
Glockenspielpavillon vor dem Japanischen Palais

Das Neustädter Elbufer beginnt an der Marienbrücke und unterquert die Augustus-, Carola- und Albertbrücke.
Am Neustädter Elbufer stehen das Japanische Palais, das Hotel Bellevue, das Blockhaus (die sogenannte Neustädter Wache), sowie die Gebäude des Finanzministeriums und der Staatskanzlei.
Im Februar 1945 bei den Luftangriffen auf Dresden wurde ein Großteil der Bebauung des Neustädter Elbufers zerstört. Manche Bauwerke wie die Ministeriumsgebäude und das Japanische Palais wurden wieder aufgebaut. Zahlreiche Bürgerhäuser, darunter auch das Körner-Museum der damaligen Städtischen Sammlungen, wurden abgetragen und durch eine neue Bebauung wie das Hotel Bellevue ersetzt. Zum Hotel gehört das ehemalige Wohnhaus von Christian Leberecht Vogel, das Vogelsche Gartenhaus von Paul Wolf in Ufergestaltung einbezogen wurde.
Unweit des Japanischen Palais schuf Karl Paul Andrae im Jahr 1936 einen Glockenspielpavillon. Aus dessen Fenstern heraus verkaufte Pfunds Molkerei ihre Produkte. Der Pavillon wurde 1945 bei den Luftangriffen zerstört und von 1990 bis 1992 wiederaufgebaut.

## Kunstwerke

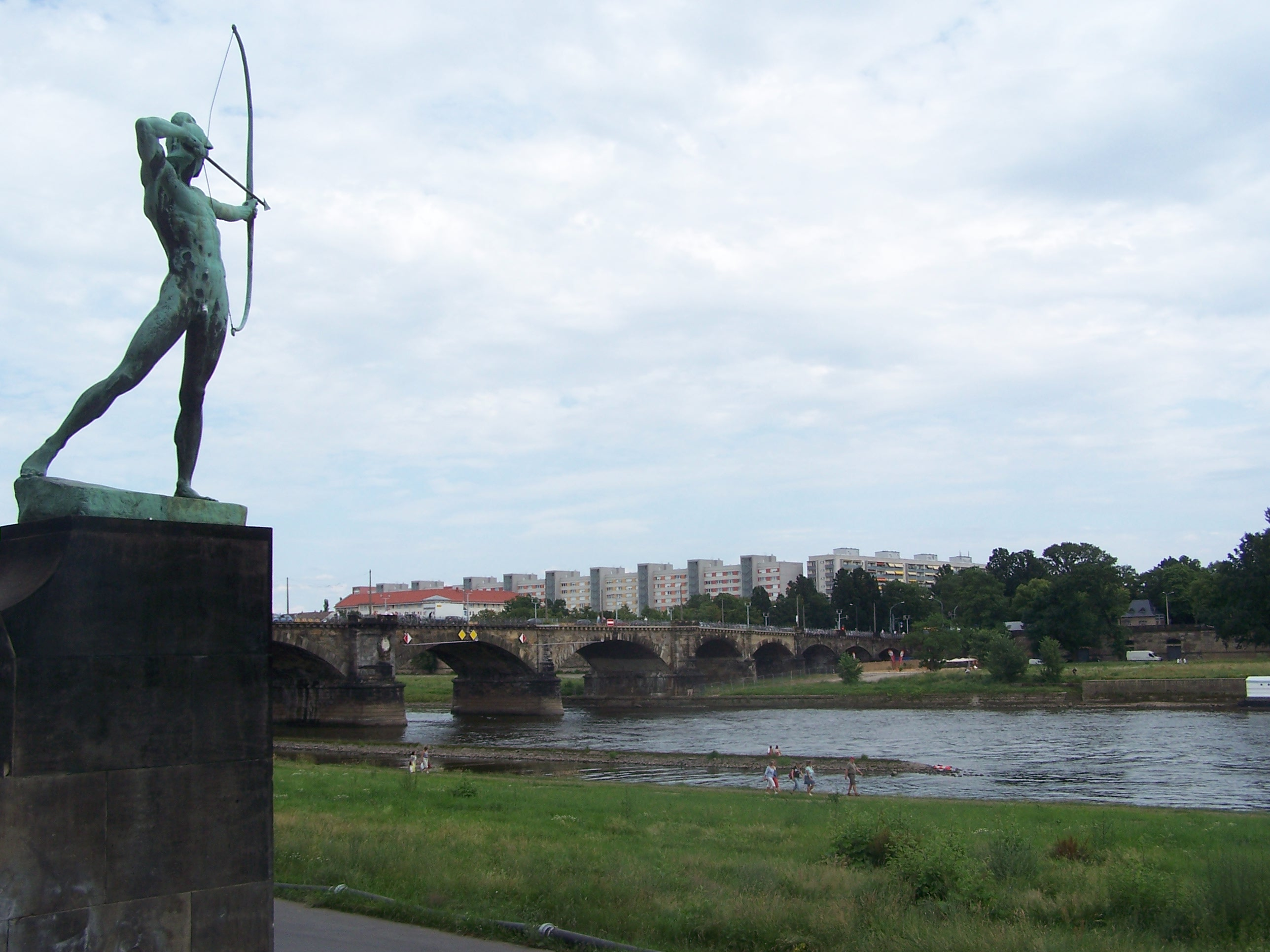
Bogenschütze

Entlang des Neustädter Elbufers wurden in den einzelnen Zeitepochen Plastiken, Skulpturen, Reliefs und Brunnen aufgestellt.
Zu den bekanntesten Plastiken zählt der 1902 gefertigte „Bogenschütze“ von Ernst Moritz Geyger im Staudengarten auf einem etwa fünf Meter hohen Sandsteinsockel. Weiterhin befinden sich im Staudengarten eine Sonnenuhr aus dem Jahr 1940 und die 1,3 Meter hohe Bronzefigur „Stehender Knabe“ von Christine Heitmann aus dem Jahr 1984.
Unweit des Staudengartens unterhalb der Albertbrücke befinden sich zwei Sandsteinreliefs, die von der Elbe aus zu sehen sind. Mit dieser Blickrichtung stellt das linke Relief das historische Flussleben dar. Es wurde 1936/1937 von Hermann Alfred Raddatz geschaffen. Seine Höhe beträgt 1,4 Meter, seine Breite 12 Meter. Es stellt Männer dar, die vermutlich Schiffsverladearbeiten durchführen, sowie einen Fährmann mit seinem Kahn. Das andere Relief rechts der Brücke wurde 1938 von Edmund Moeller geschaffen. Dargestellt sind Männer, die Schiffe ziehen. Dieses Relief ist 1,4 Meter hoch und 10 Meter lang.
Im benachbarten Rosengarten bilden vier Putten aus Muschelkalk von Max Hermann Fritz, die die vier Jahreszeiten darstellen, den Eingang. Im Mittelstück des Rosengartens sind die Bronzeplastik „Genesung“ von Felix Pfeifer und zwei kleine Bronzebären von Rudolf Löhner aufgestellt. An der Südostecke des Rosengartens am Kaffee Rosengarten markiert die Sandsteinplastik „Große Kniende“ von Otto Rost den Endpunkt des Gartens und damit auch des Neustädter Elbufers. Sie steht heute auf dem Sockel, auf dem die Bronzeplastik „Mädchen mit Gazelle“ von Georg Wrba stand. Seit dem 22. April 1999 steht die Plastik „ani-mal“ von Steffen Bachmann an der Elbseite des Zwischenstücks auf dem Sockel einer von Ernst Moritz Geyger geschaffenen Stierskulptur. Die beiden Plastiken gingen während des Zweiten Weltkriegs verloren.

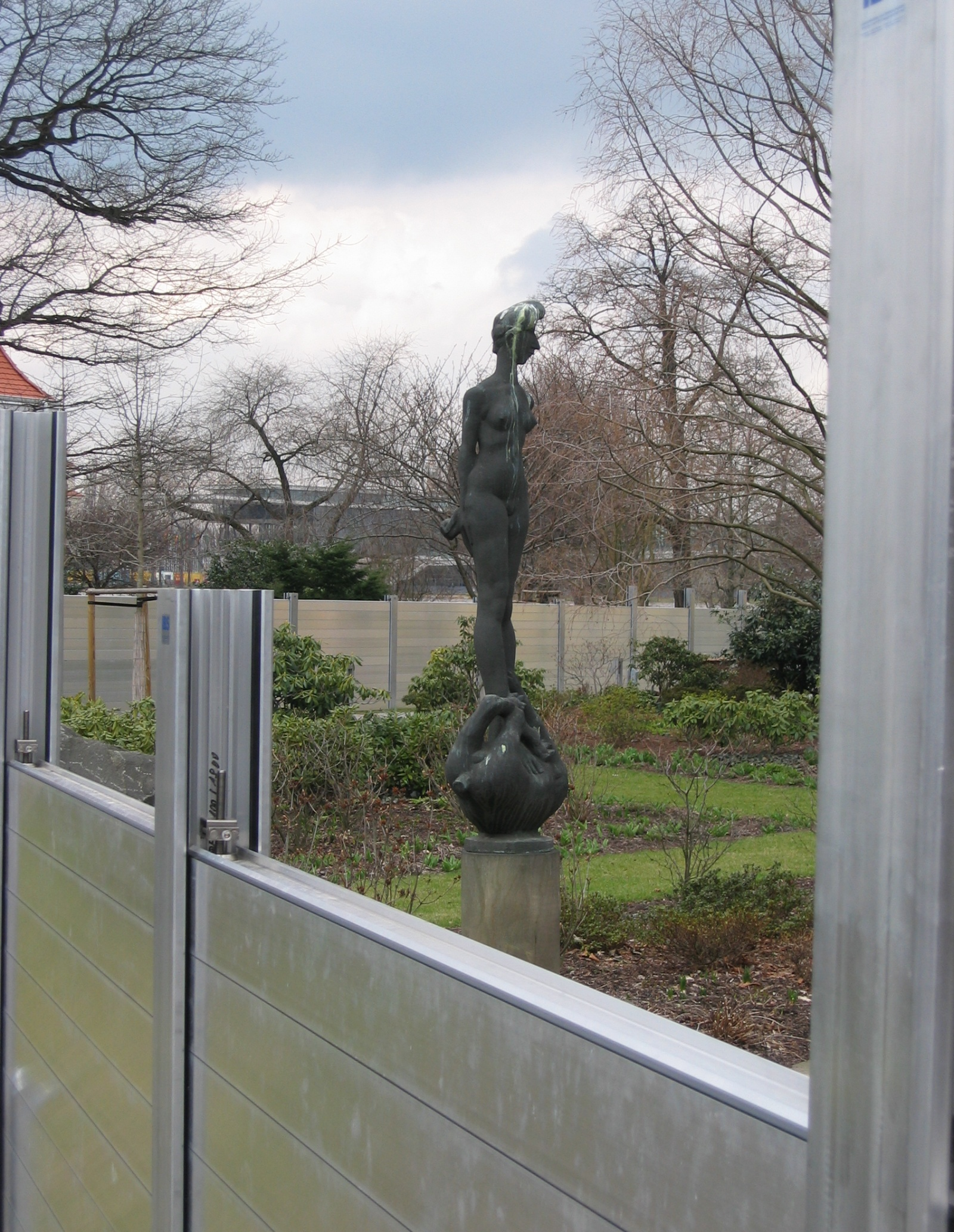
Reinemers Plastik vor dem Hotel Bellevue mit Hochwasserschutz

Unweit des Augustusgartens, am Eingang zum Fußgängertunnel, befindet sich eine Plastik, die den Hofnarren Fröhlich darstellt. Die Bronzekleinplastik aus dem Jahr 1978 stammt von Heinrich Apel. Sie steht am Standort der ehemaligen Gaststätte „Narrenhäusel“, die das Wohnhaus Fröhlichs war. Daneben ist ein Keramikgraffito des Schradenmalers Hans Nadler an der Augustusbrücke angebracht. Das Bild aus dem Jahr 1938 zeigt Szenen aus der Dresdner Geschichte. Zwischen Blockhaus und Hotel Bellevue steht seit 1986 die Plastik „Die Schöne und das Tier“ von Detlef Reinemer.
Auf der elbseitigen Mauer des Hotels Bellevue wurden 1985/1986 drei Plastiken als Barockadaptionen aufgestellt. Dies sind die „Sitzende“ von Miroslav Klimes, „Plastik mit Ziegenbock“ von Christian Schulze und „Frau mit Satyr“ von Johannes Peschel. Daneben befindet sich ein Brunnen von Vinzenz Wanitschke. Im Innenhof des Hotels steht ein überlebensgroßer „Weiblicher Akt“ von Gerd Jaeger. Jaeger schuf die Bronzeplastik 1984/1985. Die Bronzeplastik „Familie Körner und ihr Kreis in Dresden“ von Wolf-Eike Kuntsche am ungefähren Standort des Körnerwohnhauses erinnert an die Dresdner Künstlerfamilie um Christian Gottfried Körner. Das 1985 bis 1987 geschaffene Stillleben steht auf einem Granitsockel und ist von einem würfelförmigen Stahlrahmen mit den Kantenlängen 80 Zentimeter eingefasst. Das gesamte Kunstwerk ist 2,5 Meter hoch. An den Schriftsteller Theodor Körner, ein Mitglied der Familie Körner, und an Friedrich Schiller, der bei den Körners lebte, erinnern zwei Marmorplatten mit vergoldeten Lettern. Die Tafeln sind an der Mauer zum Japanischen Palais am Standort des ehemaligen Körner-Museums (Körnerstraße 7) angebracht, sie stammen aus dem Jahr 1862 und haben die Maße 68 mal 110 Zentimeter. An der Westseite des Hotels befindet sich ein von Peter Pöppelmann geschaffenes Porträtrelief aus dem Jahr 1904. Auf dem 160 mal 98 Zentimeter großen Bronzerelief sind Gräfin Elisa von der Recke und Christoph August Tiedge dargestellt. Im benachbarten Palaisgarten wurde 1990 eine von Charlotte Sommer-Landgraf gefertigte überlebensgroße Ikarusplastik aus Marmor aufgestellt.

## Liste der Kunstwerke am Neustädter Elbufer
Die nachfolgende Liste gibt einen Überblick über die Kunstwerke am Neustädter Elbufer. Die Liste ist dabei nach der Lage der Werke vom westlichen Palaisgarten nach Osten bis zum Rosengarten gehend angeordnet. Die Tabelle ist sortierbar, die „Lage“-Bezeichnung zeigt die Geokoordinaten des jeweiligen Kunstwerks an.
Link zu einem Kartenansichtstool, um Koordinaten zu setzen.
| Bild                              | Objekt                                                                    | Lage                                                                                               | Beschreibung | Erbaut    | Künstler                  |
| --------------------------------- | ------------------------------------------------------------------------- | -------------------------------------------------------------------------------------------------- | --- | --------- | ------------------------- |
| weitere Bilder \| Fotos hochladen | Sich befreien Wikidata                                                    | Palaisgarten (51° 3′ 37″ N, 13° 44′ 7″ O)                                                          | Symbol für die Befreiung vom Sozialismus; Marmor                                                                                             | 1987/1990 | Charlotte Sommer-Landgraf |
| weitere Bilder \| Fotos hochladen | Plakette für Elisa von der Recke und Christoph August Tiedge              | Außenmauer des Hotels Bellevue (51° 3′ 33″ N, 13° 44′ 17″ O)                                       | Bronzeplakette für Elisa von der Recke und Christoph August Tiedge; markiert den ungefähren Standort des Wohnhauses der Schriftsteller       | 1904      | Peter Pöppelmann          |
| Fotos hochladen                   | Gedenktafel an den Hofkapellmeister und Pianisten Hans von Bülow Wikidata | am Eingang zum Bankettsaal des Hotels Bellevue (51° 3′ 31″ N, 13° 44′ 19″ O)                       | Bronzetafel, erinnert an Hans von Bülow; markiert die ungefähre Lage des Geburtshauses des Musikers                                          | 1994      | Vinzenz Wanitschke        |
| Fotos hochladen                   | Marmorplatten in Erinnerung an Friedrich Schiller und Theodor Körner      | Mauer zum Japanischen Palais (51° 3′ 32″ N, 13° 44′ 15″ O)                                         | in Erinnerung an Friedrich Schiller und Theodor Körner; Standort des ehemaligen Körner-Museums                                               | 1863      |                           |
| weitere Bilder \| Fotos hochladen | Familie Körner und ihr Kreis in Dresden Wikidata                          | Gartenanlage des Hotels Bellevue (51° 3′ 31″ N, 13° 44′ 16″ O)                                     | Bronze auf Granitsockel; markiert des ungefähren Standort des Körner-Museums                                                                 | 1985–1987 | Wolf-Eike Kuntsche        |
| weitere Bilder \| Fotos hochladen | Sitzende Wikidata                                                         | Gartenanlage des Hotels Bellevue (51° 3′ 30″ N, 13° 44′ 14″ O)                                     | Sandstein; Barockadaption | 1985/1986 | Miroslav Klimes           |
| weitere Bilder \| Fotos hochladen | Plastik mit Ziegenbock Wikidata                                           | Gartenanlage des Hotels Bellevue (51° 3′ 29″ N, 13° 44′ 15″ O)                                     | Sandstein; Barockadaption | 1985/1986 | Christian Schulze         |
| weitere Bilder \| Fotos hochladen | Plastik mit Ziegenbock Wikidata                                           | Gartenanlage des Hotels Bellevue (51° 3′ 29″ N, 13° 44′ 16″ O)                                     | Sandstein; Barockadaption | 1985/1986 | Johannes Peschel          |
| Fotos hochladen                   | Weiblicher Akt                                                            | Gartenanlage des Hotels Bellevue (51° 3′ 32″ N, 13° 44′ 16″ O)                                     | Bronze | 1984/85   | Gerd Jaeger               |
| Fotos hochladen                   | Wasserpflanzenbecken                                                      | Gartenanlage des Hotels Bellevue (51° 3′ 28″ N, 13° 44′ 21″ O)                                     | Sandstein; Achteck mit einem 7,5 Meter Durchmesser                                                                                           | 1984      |                           |
| weitere Bilder \| Fotos hochladen | Brunnen „Drei Grazien“ Wikidata                                           | Gartenanlage des Hotels Bellevue (51° 3′ 28″ N, 13° 44′ 18″ O)                                     | Sandsteinbecken mit drei überlebensgroßen sitzenden Frauenfiguren aus Bronze                                                                 | 1985      | Vinzenz Wanitschke        |
| weitere Bilder \| Fotos hochladen | Gebrochenes Band Wikidata                                                 | Gartenanlage des Hotels Bellevue (51° 3′ 30″ N, 13° 44′ 16″ O)                                     | Skulptur aus Stahl | 1983–1985 | Hermann Glöckner          |
| weitere Bilder \| Fotos hochladen | Die Schöne und das Tier Wikidata                                          | Gartenanlage des Hotels Bellevue (51° 3′ 27″ N, 13° 44′ 22″ O)                                     | Bronzeplastik steht vor dem Vogelschen Gartenhaus                                                                                            | 1986      | Detlef Reinemer           |
| weitere Bilder \| Fotos hochladen | Keramikgraffito zur Elbschifffahrt Wikidata                               | Augustusbrücke (51° 3′ 25″ N, 13° 44′ 27″ O)                                                       | das Keramikgraffito zeigt Szenen aus der Dresdner Geschichte                                                                                 | 1938      | Hans Nadler               |
| weitere Bilder \| Fotos hochladen | Hofnarr Fröhlich Wikidata                                                 | Eingang zum ehemaligen Neustädter Fußgängertunnel, am Augustusgarten (51° 3′ 26″ N, 13° 44′ 29″ O) | Bronzeplastik markiert den ehemaligen Standort des Narrenhäusels                                                                             | 1978      | Heinrich Apel             |
| Fotos hochladen                   | Wandbrunnen                                                               | Elbseite des Finanzministeriums (51° 3′ 23″ N, 13° 44′ 40″ O)                                      | halbrundes Brunnenbecken aus Sandstein, dargestellt ist ein Fisch umgeben von floralen Elementen                                             | 1892–1894 |                           |
| weitere Bilder \| Fotos hochladen | Bogenschütze Wikidata                                                     | am Aufgang zum Staudengarten (51° 3′ 26″ N, 13° 45′ 6″ O)                                          | Neuaufstellung 1936, Wiederholung der 1900 geschaffenen Bronzeskulptur Bogenschütze, die im Schlosspark Sanssouci aufgestellt wurde          | 1902      | Ernst Moritz Geyger       |
| weitere Bilder \| Fotos hochladen | Stehender Knabe Wikidata                                                  | Staudengarten (51° 3′ 26″ N, 13° 45′ 3″ O)                                                         | Bronzeplastik | 1984      | Christine Heitmann        |
| weitere Bilder \| Fotos hochladen | Sonnenuhr Wikidata                                                        | Staudengarten (51° 3′ 30″ N, 13° 45′ 7″ O)                                                         | die Sonnenuhr kennzeichnet den geografischen Messpunkt Dresdens                                                                              | 1940      |                           |
| weitere Bilder \| Fotos hochladen | Relief Elbfischer und Fährmann an der Elbe Wikidata                       | unterhalb des Staudengartens, nahe der Albertbrücke (51° 3′ 29″ N, 13° 45′ 11″ O)                  | Sandsteinrelief; Maße: 1,4 Meter hoch, 12 Meter lang                                                                                         | 1936/1937 | Hermann Alfred Raddatz    |
| weitere Bilder \| Fotos hochladen | Relief Die Bomätscher Wikidata                                            | unterhalb des Rosengartens, nahe der Albertbrücke (51° 3′ 30″ N, 13° 45′ 13″ O)                    | Sandsteinrelief; Maße: 1,4 Meter hoch, 10 Meter lang                                                                                         | 1938      | Edmund Moeller            |
| weitere Bilder \| Fotos hochladen | 4 Putten Vier Jahreszeiten Wikidata                                       | Rosengarten (51° 3′ 32″ N, 13° 45′ 13″ O)                                                          | Die vier Putten aus Muschelkalk flankieren den Eingang zum Rosengarten.                                                                      |           | Max Hermann Fritz         |
| weitere Bilder \| Fotos hochladen | Genesung Wikidata                                                         | Rosengarten (51° 3′ 36″ N, 13° 45′ 23″ O)                                                          | Bronzeplastik, 1936 dem Publikum der Reichsgartenschau Dresden unter dem Namen Beglückende Schönheit präsentiert.                            | 1936      | Felix Pfeifer             |
| weitere Bilder \| Fotos hochladen | 2 Bären Wikidata                                                          | Rosengarten (51° 3′ 38″ N, 13° 45′ 29″ O)                                                          | Bronzeplastiken; bis 1999 im Zoo Dresden aufgestellt                                                                                         |           | Rudolf Löhner             |
| weitere Bilder \| Fotos hochladen | ani-mal Wikidata                                                          | Rosengarten (51° 3′ 35″ N, 13° 45′ 22″ O)                                                          | Bronzeplastik, steht auf dem Sockel der als Kriegsverlust einzuschätzenden Bronze-Plastik Mädchen mit Gazelle von Georg Wrba                 | 1999      | Steffen Bachmann          |
| BW                                | Mädchen mit Gazelle                                                       | Rosengarten (51° 3′ 35″ N, 13° 45′ 22″ O)                                                          | Bronze-Plastik; Kriegsverlust |           | Georg Wrba                |
| weitere Bilder \| Fotos hochladen | Große Kniende Wikidata                                                    | Rosengarten (51° 3′ 39″ N, 13° 45′ 33″ O)                                                          | Sandsteinskulptur; steht auf dem Sockel der wahrscheinlich im Zweiten Weltkrieg eingeschmolzenen Bronzeplastik Stier von Ernst Moritz Geyger |           | Otto Rost                 |
| BW                                | Stier                                                                     | Rosengarten (51° 3′ 39″ N, 13° 45′ 33″ O)                                                          | Bronze-Plastik; Kriegsverlust |           | Ernst Moritz Geyger       |